# خاویر کالبو
خاویر کالبو (اسپانیایی: Javier Calvo‎؛ زادهٔ ۲۱ ژانویهٔ ۱۹۹۱) بازیگر، فیلم‌نامه‌نویس و کارگردان فیلم اهل اسپانیا است.
از فیلم‌ها یا مجموعه‌های تلویزیونی که وی در آن‌ها نقش داشته‌است، می‌توان به پاکیتا سالاس و فیزیک یا شیمی اشاره نمود.